# Accidente del avión Pilatus PC-12 en Montana de 2009
El accidente avión Pilatus PC-12 ocurrió en un cementerio en el estado estadounidense de Montana a aproximadamente las 14:27 hora local (21:27 GMT) el 22 de marzo de 2009. Al menos 14 personas, entre ellos 7 niños fallecieron al estrellarse el avión de pequeño tamaño. «El percance ocurrió cuando el piloto se preparaba para aterrizar en el aeropuerto de Butte, en Montana», informó  la Administración Federal de Aviación de EE. UU. (por sus siglas en inglés FAA). Se dijo que los niños regresaban de una excursión y las condiciones climáticas fueron descritas como nublado. El avión estrellado fue un Pilatus PC-12 fabricado en 2001, que normalmente tiene capacidad para una decena de personas, aunque los expertos indicaron que este modelo en particular pudo haberse adaptado para dar cabida a más ocupantes.

## Detalles del accidente
El avión volaba desde Oroville, California hacia Bozeman, Montana a 85 millas (136 kilómetros) al sureste del pueblo de Butte, Montana. Sin embargo, en un momento dado el piloto decidió "cancelar" el plan de su vuelo mientras volaban para dirigirse hacia Butte. Según un testigo, el avión se estrelló en el cementerio Holy Cross a 500 ft (150m) del Aeropuerto Bert Mooney. Un empleado de una tienda declaró a la BBC que las condiciones climáticas durante el accidente eran nubladas. En las fatalidades se incluye un sinnúmero de niños que regresaban de una excursión. Se cree que nadie murió en tierra. Espectadores del suceso se apresuraron a tomar fotografías del accidente y una persona reportó sus intentos de ayudar a las víctimas, junto con su marido, salvo que "no había nada en que ayudar" y que ella había visto el avión "sólo yendo hacia la derecha en picado hacia el cementerio". Distintas fotografías mostraban gigantescas llamas desde el cementerio.